# Mundo Mistério
Mundo Mistério é uma série de televisão educacional brasileira que estreou na Netflix em 4 de agosto de 2020. A série foi criada pelo youtuber Felipe Castanhari, que também atua como apresentador.
A primeira temporada apresenta 8 episódios que seguem alguns dos mistérios mais intrigantes da humanidade. Entre os tópicos abordados estão os desaparecimentos no Triângulo das Bermudas, viagens no tempo, a Peste bubônica e a possibilidade de um apocalipse zumbi.

## Elenco
- Felipe Castanhari
- Bruno Miranda como Betinho
- Lilian Regina como Drª. Thay
- Guilherme Briggs como Briggs

## Episódios
| Ep. | Nome                                          | Data                |
| --- | --------------------------------------------- | ------------------- |
| 1   | Os mistérios do Triângulo das Bermudas        | 4 de agosto de 2020 |
| 2   | Os 20 milhões de mortos da Grande Peste       | 4 de agosto de 2020 |
| 3   | Aprendendo a viajar no tempo                  | 4 de agosto de 2020 |
| 4   | Do lobo ao cão                                | 4 de agosto de 2020 |
| 5   | Apocalipse Zumbi. E se fosse real?            | 4 de agosto de 2020 |
| 6   | A Grande Extinção                             | 4 de agosto de 2020 |
| 7   | O caminho para a Superinteligência Artificial | 4 de agosto de 2020 |
| 8   | Aquecimento Global. Uma grande conspiração?   | 4 de agosto de 2020 |